# Clan Hyūga

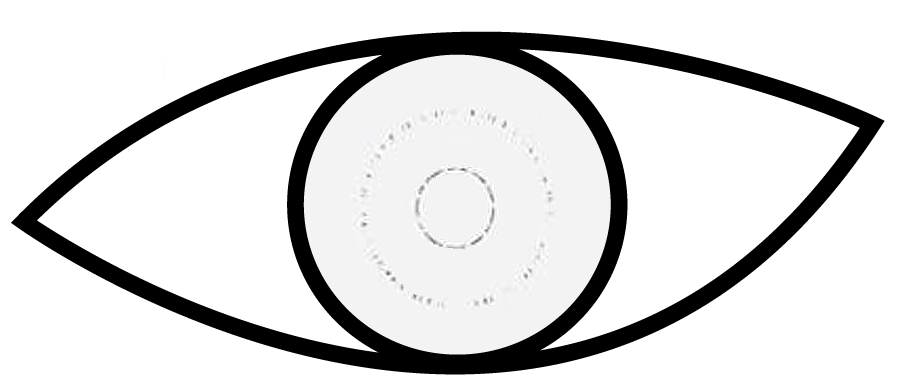
Byakugan, dōjutsu característico del clan Hyūga.

El clan Hyūga (日向一族 Hyūga Ichizoku?) es un clan del manga y anime Naruto, residente en la Aldea Oculta de Konoha. Hyūga (日向) significa hacia el Sol. Posee una técnica de línea sucesoria denominada Byakugan, que les otorga una visión completa a su alrededor, y la capacidad para ver los movimiento del chakra.
Es uno de los más antiguos y poderosos clanes de Konoha, y está dividido en dos partes: la rama principal (宗家 Sōke?) y la rama secundaria (分家 Bunke?). La primera dirige la familia entera, mientras que la misión de la segunda es proteger a la otra, estando por completo subordinada. Los miembros de la rama principal hacen efectivo su dominio sobre los otros mediante un sello que es colocado en la frente de cada miembro de la rama secundaria a temprana edad. Activando este sello, cosa que cualquiera de la rama principal puede hacer, se provoca un dolor profundo mediante la destrucción de células cerebrales. Además sirve para asegurarse de que las habilidades del clan no sean descubiertas por ninjas ajenos a él, puesto que si un miembro de la rama secundaria es capturado, aunque sea muerto, se puede obtener el secreto más preciado del clan, el Byakugan. Este sello puede utilizarse, en esas situaciones, para inutilizar esta técnica de línea sucesoria, evitando que caiga en manos indeseadas. Este sello sólo es retirado tras la muerte. Hay además una gran rivalidad entre las ramas, marcada por el desprecio que una se tiene a la otra. A pesar de esto, en el manga 459 podemos ver que Ao, uno de los guardaespaldas de la quinta Mizukage, tiene el Byakugan. Esto se debe a que lo obtuvo como una especie de trofeo tras su batalla contra un Hyūga desconocido. Aunque un miembro de la secundaria sea el más poderoso de todos, no podría nunca alcanzar el liderazgo del clan, pues sirve para proteger a sus amos.

## Rama principal

### Hanabi Hyūga
Hanabi Hyūga (日向ハナビ Hyūga Hanabi?) es la segunda hija de Hiashi Hyūga, y por tanto hermana de Hinata Hyūga. Hanabi significa fuegos artificiales.
Cuando Hiashi hablaba sobre Hinata con Kurenai, mencionó que Hanabi tiene más potencial que Hinata, cuando esta tenía su edad. Hanabi parece ser muy obediente y silenciosa, al menos en presencia de su padre. Según el Databook I la comida preferida de Hanabi son la leche y las bananas. En su aparición en el Naruto: Ultimate Ninja 3, se puede ver que su personalidad es similar a la de Hinata mostrándose algo tímida durante las “citas” con Naruto en el puesto de Dangos. Ha sido nombrada recientemente en el manga haciendo una patrulla fuera de konoha con su padre en el momento de la invasión de Pain.
- Edad: 7,13 (The Last), 26 (Boruto: Naruto Next Generations)[1]
- Altura: 132,4 cm[1]
- Peso: 28,9 kg[1]
- Cumpleaños: 27 de marzo[1]
- Tipo de sangre: A[1]
- Seiyū: Kiyomi Asai
- Actriz de doblaje: Monserrat Mendoza (México)

### Hiashi Hyūga
Hiashi Hyūga (日向ヒアシ Hyūga Hiashi?) es el hermano gemelo de Hizashi Hyūga, pero nació un poco antes, pasando a ser de la rama principal. Hiashi significa tiempo diurno y crecimiento de un fuego. Posee el rango de Jōnin
Hiashi tiene dos hijas, Hinata Hyūga la mayor, y Hanabi Hyūga la menor. Hinata es por tanto la heredera, pero él favorece a su otra hija porque le parece que es más fuerte. Cuando Hinata llegó a ser genin incluso la trató de inútil, dejándola en manos de Yuhi Kurenai. Fue también quien colocó el sello de sumisión a su sobrino Neji.
Cuando Hiashi mató a un ninja de la Aldea Oculta de las Nubes, que estaba en Konoha con el pretexto de firmar un tratado de paz (cuando lo que en realidad quería era secuestrar a Hinata para obtener el secreto del Byakugan), dicha aldea exigió el cuerpo de Hiashi como castigo por violar el tratado. Su hermano Hizashi se presentó voluntario para ir en su lugar, de tal forma que él pudiera seguir vivo y dirigir el clan en el futuro. Aunque dejaba atrás a su hijo Neji, lo hizo por el hecho de ser su hermano, y no por pertenecer a la rama secundaria; ésta era su forma de luchar contra el destino. Hiashi decidió que no se lo diría a Neji hasta que estuviera preparado para entenderlo, momento que llegó tras su derrota a manos de Naruto Uzumaki en la batalla que mantuvieron durante el examen chūnin.
Hiashi participó activamente en la defensa de Konoha durante la invasión posterior, derribando a muchos enemigos con las técnicas del clan, y advirtiéndoles que pertenecía a la familia más fuerte de la aldea.
Tras esta batalla, Hiashi notó que el clan estaba en mal estado debido a la rivalidad entre las ramas, cosa que intentó remediar entrenando a Neji personalmente, lo cual era una violación de las normas del clan de no enseñar las técnicas más fuertes a los miembros inferiores. También la relación con Hinata ha mejorado, hasta un punto en el que durante el relleno la invitó a entrenar, diciéndole también a Neji que se fijara en ella. Este cambio se debe a que Hinata está fortaleciéndose y haciéndose digna de heredar el título de líder.
- Edad: 41[1]/42[2]
- Altura: 176,5 cm[1]
- Peso: 66,4 kg[1]
- Cumpleaños: 8 de enero[1]
- Tipo de sangre: B[1]
- Seiyū: Eizō Tsuda
- Actor de doblaje:  Antonio Villar, José Luis Orozco (México)

### Madre de Hinata
Madre de Hinata (日向の母 Madre de Hinata?) Es la esposa de Hiashi Hyūga y también madre de Hinata Hyūga y Hanabi Hyūga. Se desconoce si aún está viva. De acuerdo con Hinata, fue muy amable con ella a diferencia del resto de su familia. Este personaje sólo ha aparecido en anime en el episodio #166 de Naruto Shippūden como un recuerdo, aún no ha hecho una aparición en el manga.

### Hideki Hyūga
Hideki Hyūga (日向ヒデキ Hyūga Hideki?) es uno de los ancianos del clan, y fue el anterior líder. También es el padre de Hiashi y Hizashi, y quien decidió el sacrificio cuando ocurrió el incidente con la Aldea Oculta de las Nubes. Su máxima preocupación es preservar el kekkei genkai del clan Hyuuga, el Byakugan, siendo capaz de aceptar cualquier coste con tal de protegerlo y que no caiga en manos ajenas.
- Seiyū: Katsumi Chou
- Actor de doblaje: Jorge Santos (México)

## Rama secundaria

### Hizashi Hyūga
Hizashi Hyūga (日向ヒザシ Hyūga Hizashi?) era el padre de Neji y el hermano gemelo de Hiashi Hyūga, aunque por nacer en segundo lugar, fue puesto en la rama secundaria. El nombre Hizashi significa luz del Sol o rayos de Sol, y se refiere a la luz solar con suficiente fuerza como para provocar quemaduras.
Al ser miembro de la rama secundaria y padre del que seguramente es el ninja más fuerte del clan, le creó un conflicto entre cuidar su hermano y la ira por la forma en que era tratado. Cuando Neji y Hinata crecieron, la relación con su hermano empeoró, al entender que aunque su hijo fuera el más fuerte de toda la familia, nunca la lideraría. Al ver el odio en los ojos de Hizashi, Hiashi activó su sello, casi provocándole la muerte.
Cuando Hiashi mató a un ninja de la Aldea Oculta de las Nubes, Hizashi se ofreció voluntario para ser entregado como precio por la ruptura de un tratado de paz que en realidad había sido una artimaña de dicha aldea, para poder secuestrar a Hinata y obtener el Byakugan. El motivo por el que hizo esto fue para proteger a su hermano y poder por una vez elegir su propio destino. Esto no fue explicado a Neji hasta más adelante, provocando en él un fuerte sentimiento de ira hacia la otra rama del clan. Tras conocerlo, aprendió que el destino no está escrito, justo al contrario de lo que pensaba antes, y decidió, como su padre, elegir el suyo propio.
Recientemente, es resucitado por el jutsu Edo Tensei por Kabuto Yakushi y comenzó a enfrentarse con su hermano Hiashi durante la Cuarta Guerra Ninja, al ser revivido junto con otro grupo de ninjas destacados.
- Edad: 41/42[1]
- Altura: 176,5 cm[1]
- Peso: 66,3 kg[1]
- Cumpleaños: 8 de enero[1]
- Tipo de sangre: B[1]
- Seiyū: Kazuaki Itō
- Actor de doblaje:  Juan Antonio Arroyo, José Luis Orozco (México)

## Otros miembros del clan
Hasta ahora, han aparecido algunos miembros del clan Hyuuga. Estos son: Hoheto (participante de la 4ª guerra ninja), Tokuma (miembro del equipo de rastreo de Anko Mitarashi), Kou (posiblemente el guardián de Hinata, se le ve durante la batalla de Naruto con Pain), Natsu (institutriz y guardiana de Hanabi) y la madre de Hinata y Hanabi (de nombre aún desconocido, al ser un personaje del anime). A excepción de Kou y la madre de Hinata y Hanabi, se desconoce si pertenecen a la rama principal o a la secundaria de la familia (solo estos han sido vistos sin el sello en la frente).